# Häxprocessen i Würzburg

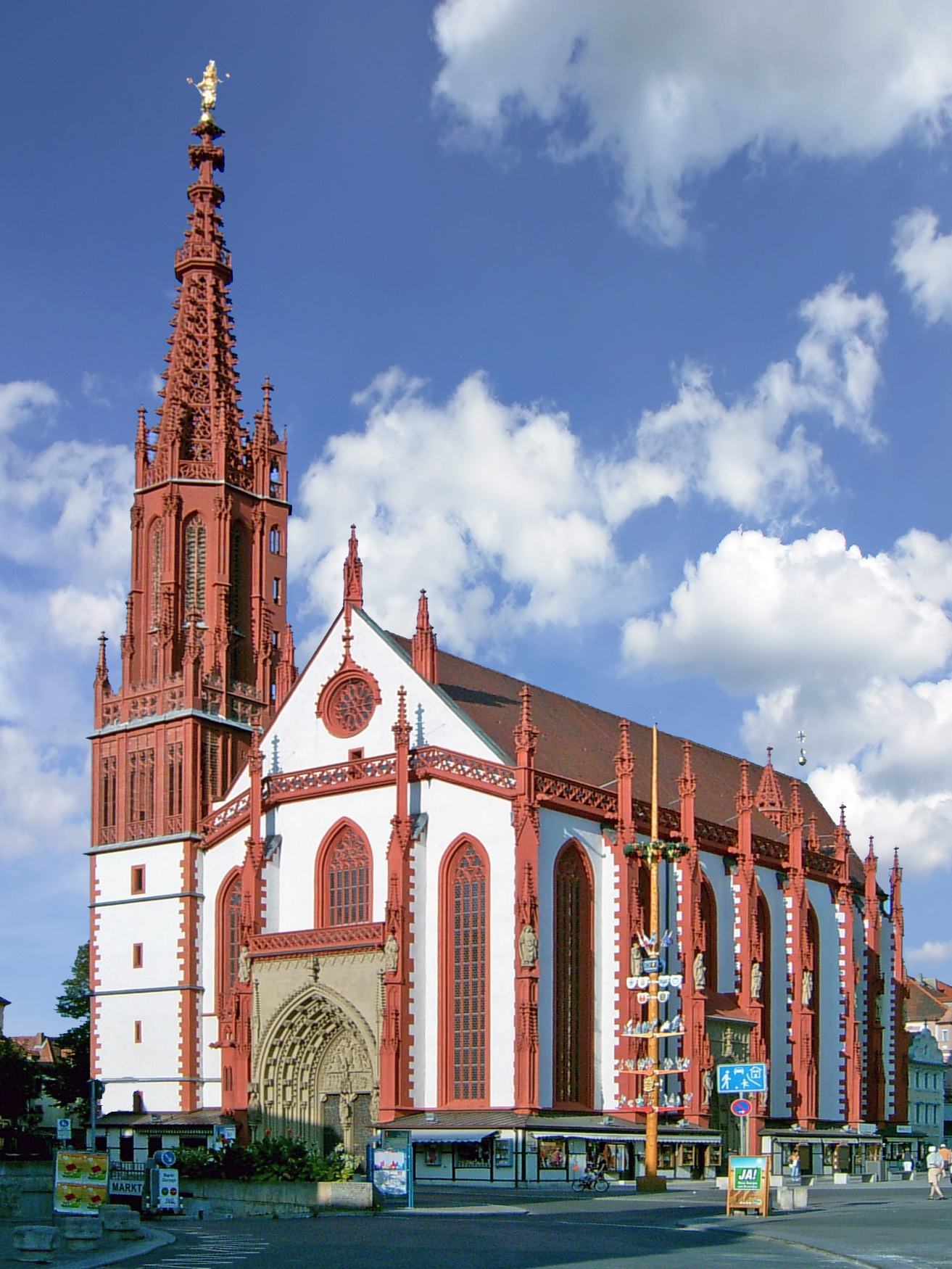
Marienkapelle, vid vilken många av häxbålen ska ha brunnit.

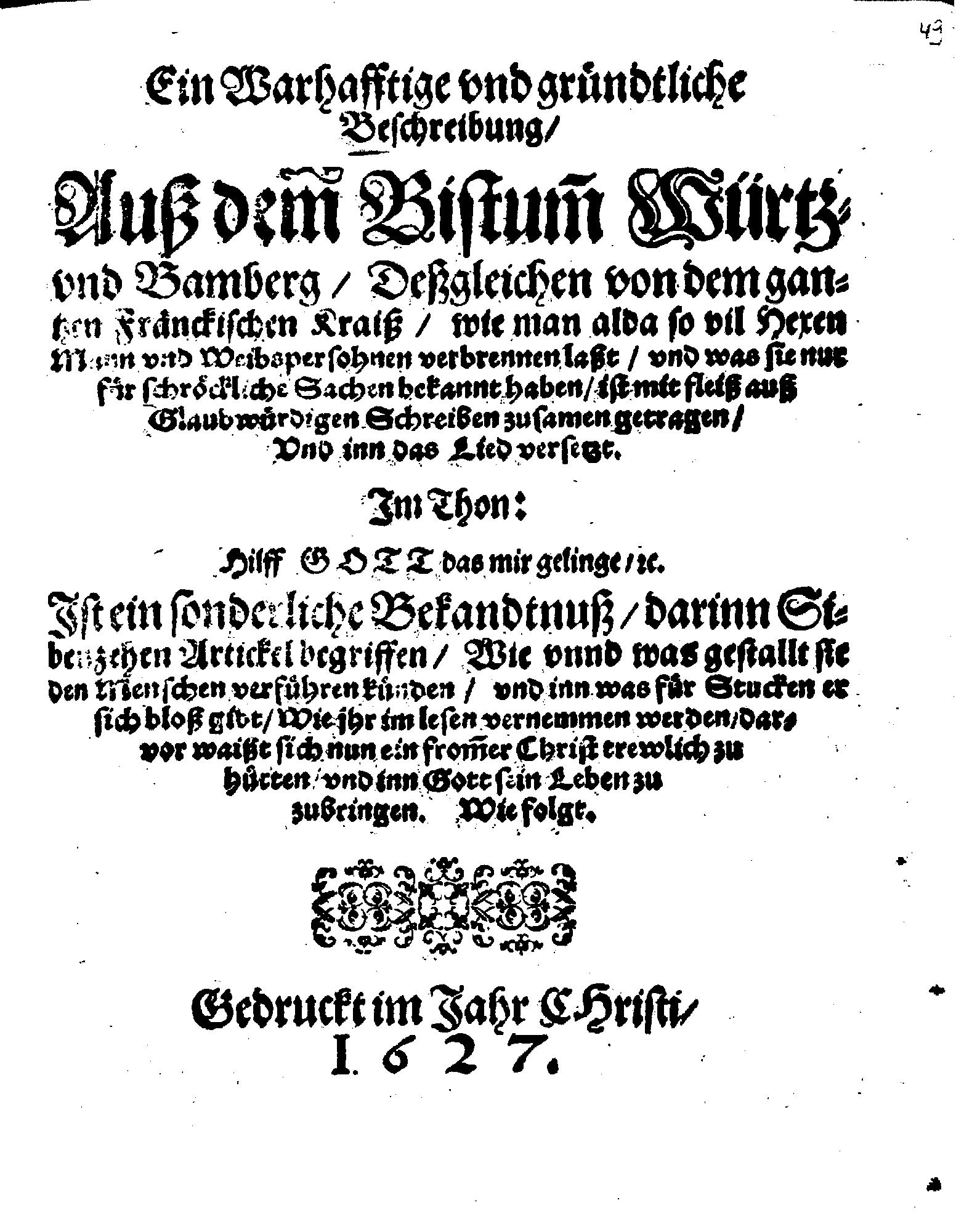
Samtida pamflett

Häxprocessen i Würzburg, som ägde rum i Tyskland åren 1626 till 1631, är en av de största häxprocesserna i Europas historia. Den är även en av de största massavrättningarna i fredstid: mellan 219 och 157 vuxna och barn av båda könen brändes på bål i själva staden Würzburg, medan omkring 900 personer beräknas ha blivit avrättade i stadens samlade territorium: antalet avrättade har sammanlagt beräknats till omkring 1200 personer. Offren innefattade personer av alla kön, åldrar och yrken, även medlemmar av adeln och myndighetspersoner.
Det var en av de fyra största häxprocesserna i Tyskland tillsammans med Häxprocessen i Trier, Häxprocessen i Fulda, och Häxprocessen i Bamberg.

## Historia

### Bakgrund och kontext
Häxförföljelser påbörjades redan av Julius Echter von Mespelbrunn, furstbiskop av Würzburg, och slutfördes av hans efterträdare Philipp Adolf von Ehrenberg (regerade 1623–1631).
Häxprocessen i Würzburg utspelade sig parallellt med den katolska motreformation, som under 1620-talet återerövrade stora områden i södra Tyskland åt katolska kyrkan efter utbrottet av det trettioåriga kriget 1618, som hade karaktären av ett religionskrig sedan den katolska kejsaren hade ersatts som kung av Böhmen, som därefter i sin tur störtades av katolikerna. 
Samtidigt med den katolska offensiven utbröt i södra Tyskland och angränsande områden en våg av häxprocesser, som har kallats kulmen på de europeiska häxprocesserna: 1627–29 utspelade sig en häxprocess i Baden, 1629 avrättades 274 personer i Eichstätt, 24 avrättades i Koblenz 1629; i Köln, Mainz och Bonn utbröt svåra förföljelser, och även i Franche-Comté i Frankrike beskrevs åren 1628—30 som en "demonisk epidemi".

### Utbrott
Häxförföljelserna i Würzburg påbörjades av reformkatoliken och motreformatorn Julius Echter von Mespelbrunn, furstbiskop av Würzburg 1609-1622. Han inlemmande 1612 den protestantiska staden Freudenburg, vilket ledde till en häxprocess med femtio dödsoffer där. Mellan juli 1616 och juli 1617 hölls en häxprocess i själva Würzburg med 300 dödsoffer.
Den stora häxprocessen ägde rum på order av reformkatoliken och motreformatorn Philipp Adolf von Ehrenberg, furstbiskop av Würzburg 1623-1631. Det första fallet utspelade sig 1625, även om denna tycks ha varit isolerad från de följande.
Den exakta orsaken till hur processen startade är diffus. Den tycks ha sitt ursprung i frosten, som förstörde 1626 års vinskörd. Ett antal kvinnor greps och åtalades för häxeri, och bekände under förhör att de hade förstört skörden med hjälp av magi.
Furstebiskopens mål var, i likhet med hans kollega i Bamberg, att säkerställa att biskopsdömet blev en gudlig stat i enlighet med motreformationens ideal, och att dess befolkning blev lydig, from och konformistiskt katolsk, vilket innebar en utrotning av all kätteri och häxeri, och gav därför order om en utredning.

### Rättslig situation
En särskild häxkommission tillsattes, som tillgrep tortyr för att få de gripna att första bekänna sin egen skuld. Då en person själv hade bekänt sig som skyldig, användes tortyr för att få denna att ge namn på andra personer som hade medverkat i dess trollkonster eller som hade närvarat vid häxsabbaten. De som hade utpekats blev i sin tur gripna och tvingades ange andra häxor i sin tur, vilket gjorde att processen snabbt växte i antalet gripna och avrättade.

### Rättsmål
Ett brev från 1629 beskriver hur man i staden vilt arresterade allt från barn till professorer, som misstänktes ha närvarat vid satansdanserna och skrivit sitt namn i Djävulens svarta bok, som myndigheterna nu letade efter.
I Würzburg liksom i Bamberg greps även stadens elit och åtalades på angivelser från redan gripna åtalade, trots att personer ur överklassen normalt aldrig skulle ha gripits enbart på utpekanden från personer ur arbetarklassen. Till skillnad från i Bamberg var de flesta gripna ämbetsmän i Würzburg präster, och staden utmärkte sig också för att ett stort antal barn anklagades för häxeri: åtminstone 49 barn under 12 år brändes för häxeri. 43 präster fanns bland de avrättade, liksom furstebiskopens egen brorson Ernst von Ehrenberg. De första åtalade var gamla kvinnor, men allteftersom processen fortsatte greps kvinnor i alla åldrar, alla samhällsklasser, barn i alla åldrar (minst 41 stycken) och till slut även män; under vissa avrättningar i de senare åren av häxprocessen var rentav majoriteten av de avrättade män.
En uppmärksammad del av häxprocessen var de många barn från barnhemmet och skolan Julius-Spital, som greps och ställdes inför rätta och avrättades. Listan över de avrättade omfattar endast avrättningarna från år 1627 till februari 1629: avrättningarna fram till februari 1629 uppgick till 157 stycken, men den samtida notarien noterade att listan inte var fulltalig, och att det återstod för många bränningar för att kunna specificera antalet.

### Upplösning
Häxprocessen i Würzburg orsakade flyktingströmmar som bad om hjälp från furstebiskopens överordnade. År 1630 lämnade en flykting från förföljelserna i Würzburg fram en protest mot processen inför den kejserliga kammarrätten i Speyer, som uttalade sig mot den pågående häxprocessen i Würzburg. Den 16 juli 1631 avled furstbiskopen, och då staden senare samma år erövrades av Gustav II Adolf, avbröts processen.

### Eftermäle
Samtiden betraktade Würzburg och Bamberg som centrum för häxforskningen på grund av dess parallella, gigantiska processer, och andra orter, som Mergentheim och Wertheim, betraktade de två orterna som föredömen när de påbörjade sina egna häxprocesser. Häxprocessen i Würzburg influerade starten av häxprocessen i Mergentheim 1628, och i fortsättningen blev ohämmade häxförföljelser kallade för "Würzburgisch" arbete.
Liksom den samtida häxprocessen i Bamberg var berömd för det brev som skrevs av Johannes Junius, finns ett berömt samtidsdokument även från häxprocessen i Würzburg. Biskopens rådsman har beskrivit häxprocessen i ett brev till en vän från augusti 1629, där han uttryckte oro över att en tredjedel av staden av alla samhällsklasser var inblandad i häxeri och riskerade att bli gripna när som helst, att barn så unga som sju hade bränts på bål och att många hade deltagit i en stor sabbat Djävulen nyligen hade arrangerat och att de letade efter en bok där namnet på hans häxor fanns uppskrivet.
Jesuiten Friedrich Spee, som deltog i förhören av de misstänkta, tvivlade på sanningshalten i vittnesmål givna under tortyr och förklarade att inte en enda av de han lett till bålen varit skyldiga. Han avgav sitt vittnesmål i en bok som överläts till den protestantiska staden Hameln, där den trycktes med titeln Cautio Criminalis år 1631.

## Listan över avrättade
Det finns en berömd lista över avrättade under häxprocessen i Würzburg, som publicerades 1745. Listan är inte fullständig, eftersom den bara sträcker sig fram till 16 februari 1629, och antalet är betydligt lägre än de hundratals avrättningar man vet ägde rum.